# Душан Милетић
Душан Милетић (Косовска Митровица, 30. јул 1998) српски је кошаркаш. Игра на позицији центра, а тренутно наступа за суботички Спартак.

## Каријера
Кошарку је почео да тренира у КК Звечан. Касније је прешао у Краљево где је прво био члан Полета, након чега је прешао у Слогу. Након запажених партија са Слогом у Другој лиги Србије, у марту 2019. потписао је четворогодишњи уговор са Партизаном. Истог месеца је позајмљен чачанском Борцу за такмичење у Суперлиги Србије. Сезону 2019/20. је почео у првом тиму Партизана, а званични деби је имао на АБА Суперкупу који су црно-бели освојили. У наставку сезоне је имао малу минутажу, па је у јануару 2020. поново позајмљен чачанском Борцу. У септембру 2020. и званично је постао играч Борца, након што је потписао једногодишњи уговор са клубом. У сезони 2021/22. поново је наступао за Партизан. Након тога је био играч шпанске Ђироне и пољског Шлонска да би се у јулу 2024. вратио у српску кошарку и потписао за суботички Спартак.

## Успеси

### Клупски
- Партизан:
  - Суперкуп Јадранске лиге (1): 2019.